# Salénhuset

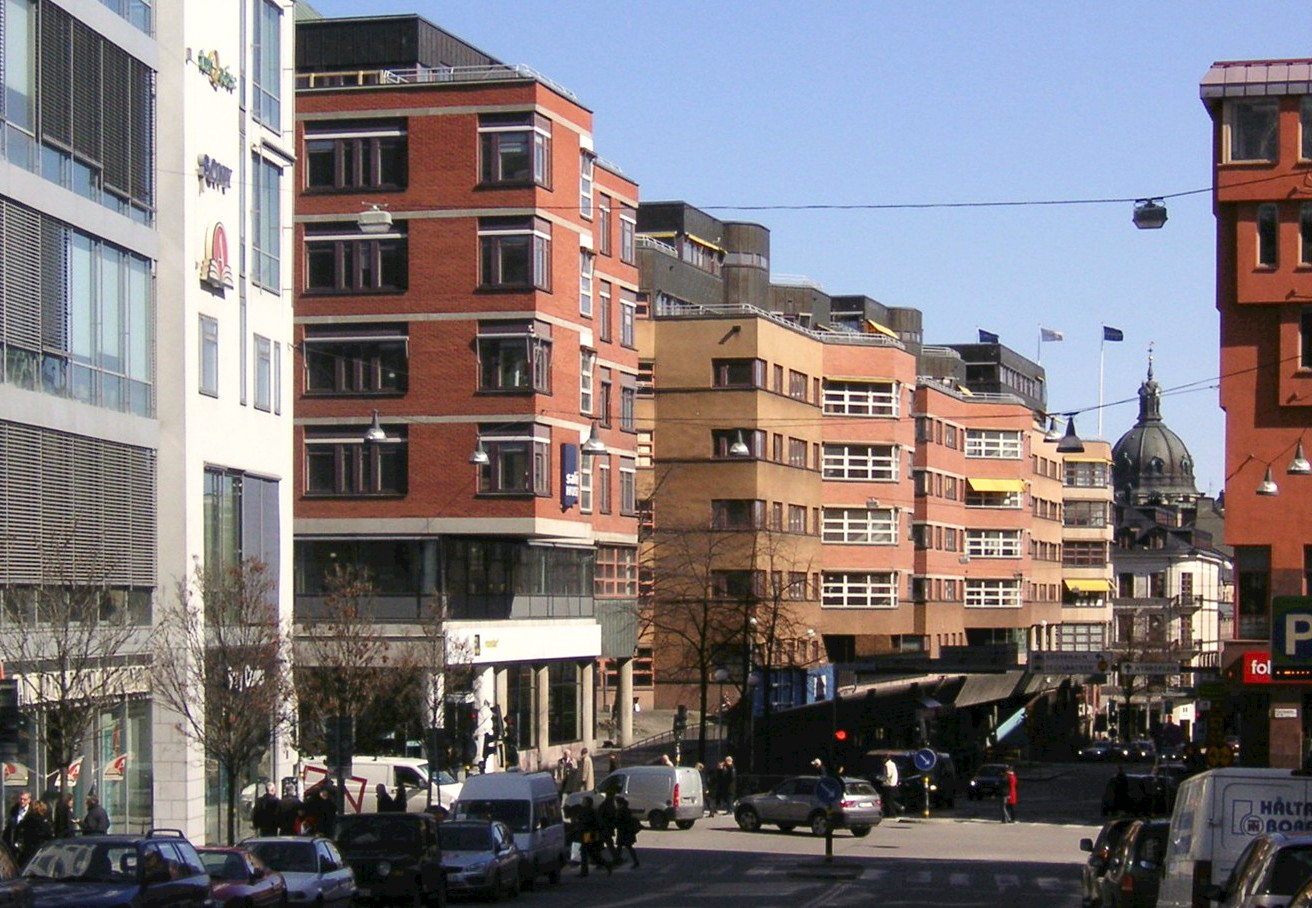
Salénhuset, före ombyggnad 2008.

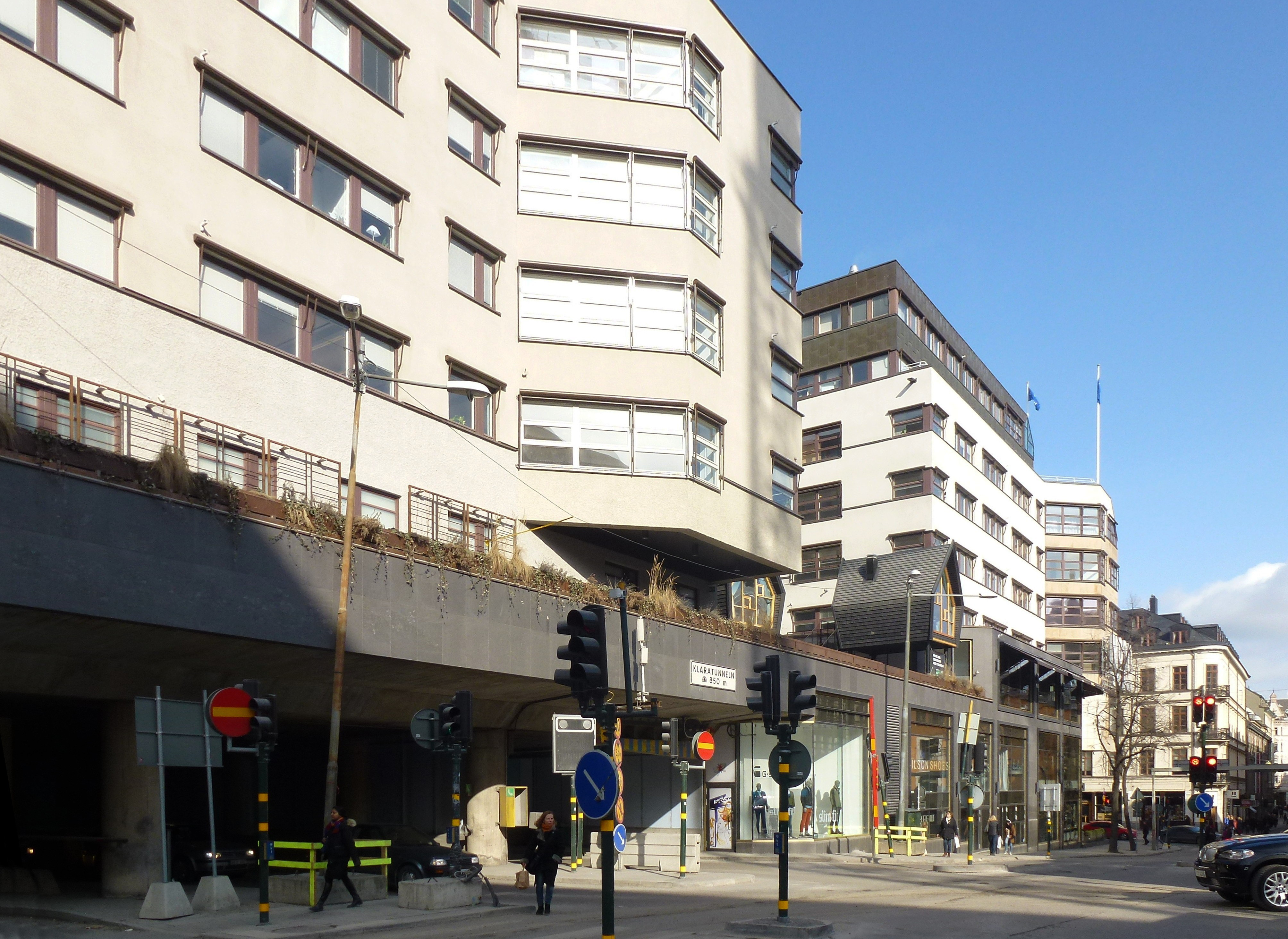
Salénhuset efter ombyggnad, 2013.

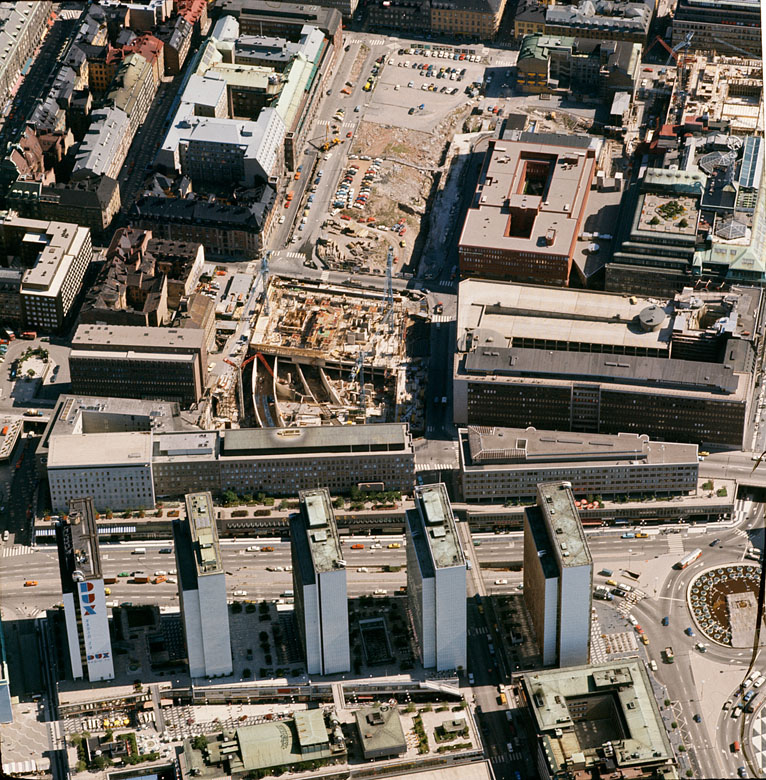
På detta flygfoto från 1973 syns bygget av Klaratunneln i bildens mitt och det rektangulära området bakom detta är platsen för Salénhuset.

Salénhuset är en byggnad och galleria i centrala Stockholm. Byggnaden ligger vid Regeringsgatan, nära Norrmalmstorg. Salenhuset är 41 000 m² där 31 000 kvadratmeter är kontor och resterande yta består av flera butiker, restauranger och liknande. Byggnaden ägs sedan oktober 2005 av AMF Fastigheter. Efter en omfattande ombyggnad invigdes 2012 en ny shoppinggalleria: MOOD Stockholm.

## Arkitektur
Salénhuset stod klart 1978, uppkallat efter husets ursprungliga ägare och byggherre Salénrederierna AB. Salénhuset omfattar ett stort kontorskomplex i kvarteret Oxen Större norr om Mäster Samuelsgatan och var bland de sista stora förändringar i Stockholms bebyggelse under Norrmalmsregleringens slutskede. Byggnaden, som ritades av arkitektfirman Coordinator arkitekter, passar in i den "variations-ideologi" som slog igenom under 1970-talets slut och som innebär att med uppdelade volymer och varierade fasadmaterial anpassa byggnadens gestaltning till omgivande hus från olika tidsepoker. Mitt under Salénhuset mot Mäster Samuelsgatan löper Klaratunneln, som där har sin östra in- och utfart. 

### MOOD-gallerian

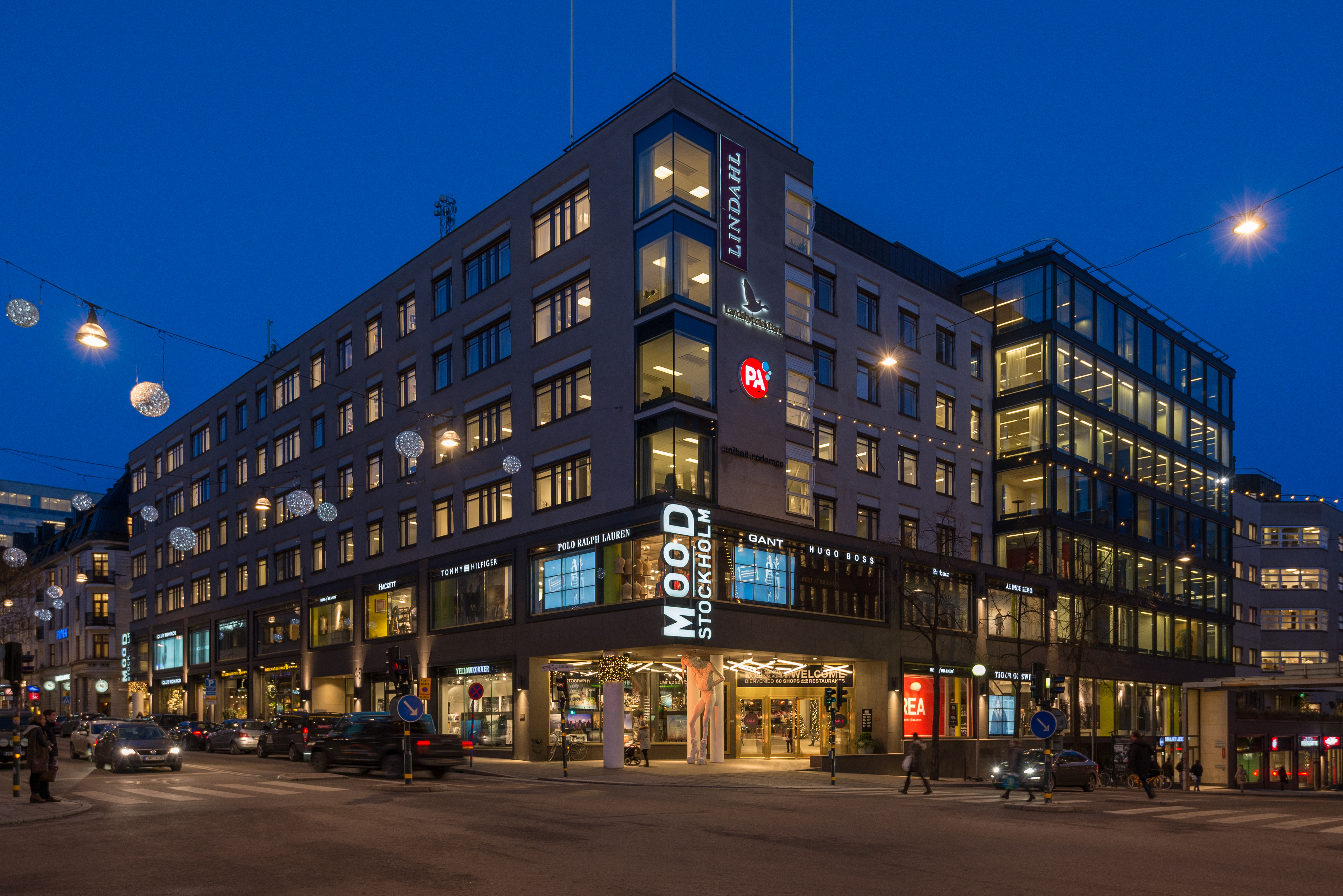
Entrén till den nya gallerian sedd från korsning Regeringsgatan/Mäster Samuelsgatan.

År 2009 beslöts att Salénhuset skulle byggas om. Efter en omfattande ombyggnad lanserades år 2012 gallerian MOOD Stockholm. Byggnaden fick fem nya entréer, fasaden putsades om och nya handelsytor skapades i tre plan för cirka 60 butiker och restauranger. Ombyggnadskostnaderna beräknades till 325 miljoner kronor. Ombyggnaden utfördes av Skanska efter ritningar av White arkitekter och Koncept Stockholm. Den nya shoppinggallerian nominerades till Årets Stockholmsbyggnad 2013.